# C/2014 N3 (NEOWISE)
C/2014 N3 (NEOWISE) — одна з довгоперіодичних комет. Ця комета була відкрита 4 липня 2014 року; вона мала 20m на час відкриття.